# 国道46号
国道46号（こくどう46ごう）は、岩手県盛岡市から秋田県秋田市に至る一般国道である。

## 概要

### 路線データ
一般国道の路線を指定する政令に基づく起終点および重要な経過地は次のとおり。
- 起点：盛岡市[2][3]（盛岡南IC入口交差点 = 国道4号交点）
- 終点：秋田市（川尻町字大川反、臨海十字路 = 国道7号交点、国道13号終点）
- 重要な経過地：岩手県岩手郡雫石町、秋田県仙北郡田沢湖町[注釈 2]、同郡協和町[注釈 3]
- 総延長 : 101.3 km（岩手県 40.4 km、秋田県 60.9 km）重用延長を含む。[4][注釈 4]
- 重用延長 : 8.0 km（岩手県 - km、秋田県 8.0 km）[4][注釈 4]
- 未供用延長 : なし[4][注釈 4]
- 実延長 : 93.3 km（岩手県 41.9 km、秋田県 52.9 km）[4][注釈 4]
  - 現道 : 87.9 km（岩手県 40.4 km、秋田県 47.6 km）[4][注釈 4]
  - 旧道 : なし[4][注釈 4]
  - 新道 : 5.4 km（岩手県 5.4 km、秋田県 - km）[4][注釈 4]
- 指定区間：盛岡市津志田十五地割27番12 - 秋田市川尻町字大川反233番7（全線）[5]

## 歴史
- 1953年（昭和28年）5月18日 - 二級国道105号秋田盛岡線（秋田県秋田市 - 岩手県盛岡市）が指定される。
- 1963年（昭和38年）
  - 4月1日 - 国道105号を一級国道46号に昇格（起点・終点が逆転し岩手県盛岡市 - 秋田県秋田市）。国道105号は大曲市 - 大館市に再採番。
  - 7月 - 県境の仙岩峠を含む区間が開通し、全線の通行が可能になる。
- 1965年（昭和40年）4月1日 - 道路法改正により一級・二級の区別が無くなり、一般国道46号（岩手県盛岡市 - 秋田県秋田市）となる。
- 1976年（昭和51年）11月 - 県境区間を再改修した仙岩道路が開通。旧道は岩手県道266号国見温泉線、雫石町道国見ヒヤ潟線、田沢湖町道仙岩峠線に移管される。
- 1998年（平成10年）11月 - 田沢湖町中心市街地を迂回する生保内バイパスが開通[6]。旧道は田沢湖町道に移管される。
- 2002年（平成14年）12月4日 - 雫石町内で落石危険箇所を回避する橋場バイパスが開通し、旧道は廃道になる。
- 2004年（平成16年）4月1日 - 国道13号の終点が茨島交差点から臨海十字路へ変更されたことに伴い、当該区間を重用している国道46号も終点を変更する。
- 2012年（平成24年）12月 - 2012年12月2日に起きた笹子トンネル天井板落下事故に伴い、笹子トンネルと同構造の天井板が設置されていた仙岩トンネルの緊急点検が行われる。吊り金具約2,500本中1本、両端支持金具約2,500本中2本、天井板約13,000枚中7枚に欠落・劣化が見つかったため、即時補充または応急処置された。
- 2013年（平成25年）
  - 3月17日 - 地域高規格道路角館バイパスが全線開通。
  - 11月 - 12月10日 - 仙岩トンネルの天井板撤去工事のため、仙岩道路が夜間全面通行止めになる。
  - 12月17日 - 盛岡西バイパスが全線開通。
- 2015年（平成27年）4月1日 - 角館バイパスに並行する現道が国道105号および国道341号に移管される[7]。
- 2017年（平成29年）4月1日 - 盛岡西バイパスに並行する現道（NHK前交差点 - 西バイパス北口）が岩手県道・秋田県道1号盛岡横手線や盛岡市道に移管され、バイパスから国道4号の間の岩手県道36号上米内湯沢線が国道46号へ編入される。これに伴って起点も変更される[8]。

## 路線状況
奥羽山脈を横断し、秋田県と岩手県の県庁所在地を結ぶ重要路線。
大型長距離トラック・トレーラーの通行が昼夜を問わず多い。県境の仙岩トンネル付近は急勾配・急カーブが連続し、冬期間は積雪・凍結するためにスリップ・正面衝突事故に加え、雪崩や土砂崩れが発生することがある。

### 別名
- 秋田街道
- 雫石街道
- ヨンロク

### バイパス
- 盛岡西バイパス（岩手県盛岡市）
- 大釜バイパス（岩手県滝沢市）
- 雫石バイパス（岩手県雫石町）
- 橋場バイパス（岩手県雫石町）
- 仙岩道路（岩手県雫石町 - 秋田県仙北市）
- 生保内バイパス（秋田県仙北市）
- 角館バイパス（秋田県仙北市 自動車専用道路・地域高規格道路盛岡秋田道路の一部）

### 重複区間
- 国道341号（秋田県仙北市田沢湖生保内字野中・野中交差点 - 大仙市協和境字岸館・上淀川交差点）[注釈 5]
- 国道13号（秋田県大仙市協和境字岸館・上淀川交差点 - 秋田市川尻町字大川反・臨海十字路（終点））

### 道路施設

#### トンネル
- 仙岩トンネル（岩手県雫石町 - 秋田県仙北市）
- 大平トンネル（仙北市）
- 生保内トンネル（仙北市）
- 板谷トンネル（仙北市）
- 堀木トンネル（仙北市）
- 桂巣トンネル（仙北市）
- 須神トンネル（仙北市）
- 湖山トンネル（仙北市）

#### 道の駅
- 岩手県
  - 雫石あねっこ（岩手郡雫石町）
- 秋田県
  - 協和（大仙市）
  - 仙岩情報ステーション（仙北市） （道の駅ではないが見学施設がある）

### 路側放送区間
2023年10月現在、路側放送は廃止している。
- 岩手県
  - 雫石町（国土交通省）
- 秋田県
  - 仙北市田沢湖刺巻（国土交通省）

雫石町の区間と仙北市の区間では、共に仙岩峠の道路情報が放送される。

## 地理

### 通過する自治体
- 岩手県
  - 盛岡市 - 滝沢市 - 岩手郡雫石町
- 秋田県
  - 仙北市 - 大仙市 - 秋田市

### 交差する道路
一般国道・高速道路
- 岩手県
  - 国道4号（起点）（盛岡市・盛岡南IC入口交差点）
  - E4 東北自動車道 42 盛岡IC（盛岡市）
- 秋田県
  - 国道341号（仙北市・野中交差点 - （重複）- 仙北市・羽根ヶ台、仙北市・月見堂 - （重複）- 大仙市・上淀川交差点）
  - 国道105号（仙北市・本町交差点 -（重複）- 城廻交差点）
  - 国道13号（※大曲方面へ国道341号と重複）（大仙市・上淀川交差点 -（重複）- 秋田市・臨海十字路終点）
  - E7 秋田自動車道 6 秋田南IC（秋田市）
  - 国道7号（秋田市・臨海十字路終点）

県道
- 岩手県
  - 岩手県道36号上米内湯沢線（盛岡市・盛岡南IC入口交差点 -（重複）- 西バイパス南口交差点）
  - 岩手県道120号不動盛岡線（盛岡市・盛岡南IC入口交差点 -（重複）- 盛岡市津志田12地割）
  - 岩手県道293号本宮長田町線（盛岡市・稲荷交差点）
  - 岩手県道13号盛岡和賀線（盛岡市・小幅交差点）
  - 岩手県道16号盛岡環状線（盛岡市・深持交差点）
  - 岩手県道・秋田県道1号盛岡横手線（盛岡市・西バイパス北口交差点 -（重複）- 岩手郡雫石町・雫石バイパス東口交差点）
  - 岩手県道16号盛岡環状線（滝沢市・盛岡環状線口交差点 -（重複）- 滝太橋北交差点）
  - 岩手県道130号大釜停車場線（滝沢市・大釜駅入口交差点）
  - 岩手県道131号小岩井停車場線・岩手県道258号繋温泉線（岩手郡雫石町・繋十文字交差点）
  - 岩手県道212号雫石東八幡平線（岩手郡雫石町・谷地交差点）
  - 岩手県道266号国見温泉線（岩手郡雫石町・国見温泉入口交差点）
- 秋田県
  - 秋田県道50号大曲田沢湖線（仙北市・真崎交差点）
  - 秋田県道181号神代停車場線（仙北市・神代交差点）
  - 秋田県道257号広久内角館停車場線（仙北市・武家屋敷入口交差点）
  - 秋田県道10号本荘西仙北角館線（仙北市・荒屋敷交差点）
  - 秋田県道253号角館長野線（仙北市角館町西長野）
  - 秋田県道252号水沢西仙北線（大仙市協和稲沢）
  - 秋田県道176号羽後境停車場線（大仙市・合貝交差点）
  - 秋田県道28号秋田岩見船岡線（大仙市・船岡交差点）
  - 秋田県道308号河辺阿仁線（秋田市・和田坂本交差点）
  - 秋田県道175号和田停車場線・秋田県道62号秋田北野田線（秋田市・和田駅入口交差点）
  - 秋田県道62号秋田北野田線（秋田市・県立中央公園入口交差点）
  - 秋田県道41号秋田昭和線（秋田市・横山立体交差点）
  - 秋田県道9号秋田雄和本荘線（秋田市・四ツ小屋入口交差点）
  - 秋田県道61号秋田御所野雄和線（秋田市・仁井田新田交差点）
  - 秋田県道28号秋田岩見船岡線（秋田市・古川添交差点）
  - 秋田県道56号秋田天王線（秋田市・茨島交差点）
  - 秋田県道26号秋田停車場線（秋田市・臨海十字路終点）

### 主な峠
- 仙岩峠（標高530 m）：岩手県岩手郡雫石町 - 秋田県仙北市
- 細越（標高160 m）：秋田県仙北市 - 秋田県大仙市